# スキーバッジテスト
スキーバッジテストとは、全日本スキー連盟（SAJ）が定める基礎スキーの技能テストである。合格すると認定バッジがもらえることからバッジテスト（バッジテスト）と呼ばれる。
各都道府県スキー連盟が主管で、加盟するスキー学校、スキークラブで行われる。それぞれのテストに応じて１〜４種目があり、公認検定員がジャッジする。通常スキー学校の検定会では2級以上のテストが実施される検定会検定、3級以下のテストはスキー学校の講習中に行われる講習内検定である。また、小中学校、高校のスキー林間学校 (移動教室) でも講習を通じて、生徒の能力に応じてこのテストの取得を目標としている学校も多い。
指導者を認定するスキー指導者検定の準指導員検定、公認スキーパトロール検定、プライズテストの内テクニカルプライズの受検や、全日本スキー技術選手権大会への出場には級別テスト1級を取得していなければならない。

## テストの種類
級別テスト
５級から1級まで
プライズテスト
テクニカルプライズ、クラウンプライズ
ジュニアテスト
6級から1級まで
小学生以下対象

## テストの内容

### 級別テスト

#### 5級
■種目:

└プルークボーゲン（整地）／緩斜面

■評価の観点:

├状況・条件に対応して滑る能力

└ターンの構成・斜面への適応度、制動技術の習得

■評価方法:

└講師（公認検定員）は、講習を通して評価する

■合否基準:

└100点満点中50点以上を合格とする

■受験資格:

└年齢制限なし

#### 4級
■種目:

└プルークボーゲン リズム変化（整地）／緩・中斜面

■評価の観点:

├状況・条件に対応して滑る能力

└ターンの構成、斜面への適応度、制動技術の習得

■評価方法：

└講師（公認検定員）は、講習を通して評価する

■合否基準

└100点満点中55点以上を合格とする

■受験資格

└年齢制限なし

#### 3級
■種目:

├基礎パラレルターン（整地）／緩〜中斜面

└シュテムターン（整地）／緩〜中斜面

■評価の観点:

├状況・条件に対応して滑る能力

├ターン運動の構成

├斜面状況への適応度

└運動の質的内容

■評価方法:

└講師（公認検定員）は、講習を通して評価する

■合否基準:

└1種目最大値100点×2種目で200点満点中120点以上(60%以上)を合格とする

■受験資格:

└年齢制限なし

#### 2級
■種目:

├基礎パラレルターン大回り（ナチュラル）／中急斜面

├基礎パラレルターン小回り（ナチュラル）／中斜面

└シュテムターン（ナチュラル）／中斜面

■評価の観点:

公認検定員3名で以下の点を評価する

├状況・条件に対応して滑る能力

├ターン運動の構成（ポジショニングとエッジング）

├斜面状況への適応度（スピードと回転弧の調整）

└運動の質的内容（バランス・リズム・タイミング）

■合否基準：1種目最大値100点×3種目で300点満点中195点以上(65%以上)を合格とする。

■受験資格：年齢制限なし

※評価方法：公認検定員による検定方式に2013年の改正で変更

#### 2級申告認定
2010年の試験制度改正まで全日本スキー連盟登録会員は、自己申告によって2級の申告認定を受けることができたが、現在は廃止されている。

#### 1級
■種目:

├パラレルターン大回り（ナチュラル）／急斜面

├基礎パラレルターン小回り（ナチュラル）／急斜面

├パラレルターン小回り（不整地）／中急斜面

└総合滑降（ナチュラル）／急斜面

■評価の観点:

公認検定員3名で以下の点を評価する

├状況・条件に対応して滑る能力

├ターン運動の構成（ポジショニングとエッジング）

├斜面状況への適応度（スピードと回転弧の調整）

└運動の質的内容（バランス・リズム・タイミング）

■合否基準:

点数は公認検定員3名の平均値（小数点第1位を四捨五入）とし、1種目最大値100点×4種目で400点満点中280点以上(70%以上)を合格とする

■受験資格:年齢制限なし、2級を取得していること

なお、受検者は1単位2時間以上の事前講習が義務付けられている（1度の受講でシーズン中有効）

※種目：パラレルターン大回り（ナチュラル）／中急～急斜面　は2011年の改正により削除

### プライズテスト

#### テクニカルプライズ
■種目:

├パラレルターン大回り（ナチュラル）／急斜面

├パラレルターン小回り（ナチュラル）／急斜面

├パラレルターン小回り（不整地）／中急斜面

└フリー滑降（ナチュラル）／総合斜面

■評価の観点:

公認検定員3名で以下の点を評価する

├状況・条件に対応して滑る能力

├ターン運動の構成（ポジショニングとエッジング）

├斜面状況への適応度（スピードと回転弧の調整）

└運動の質的内容（バランス・リズム・タイミング）

■合否基準:

点数は公認検定員3名の平均値（小数点第1位を四捨五入）とし、1種目最大値100点×4種目で400点満点中300点以上(75%以上)を合格とする
■受験資格:

1級取得者

なお、受検者は2単位4時間以上の事前講習が義務付けられている（1度の受講でシーズン中有効）

※パラレルターン大回り（不整地）／急斜面は平成２５年度の改訂により13-14シーズンより廃止された。

#### クラウンプライズ
■種目:

├パラレルターン大回り（ナチュラル）／急斜面

├パラレルターン小回り（ナチュラル）／急斜面

├パラレルターン小回り（不整地）／中急斜面

└フリー滑降／総合斜面

■評価の観点:
公認検定員3名で以下の点を評価する

├状況・条件に対応して滑る能力

├ターン運動の構成（ポジショニングとエッジング）

├斜面状況への適応度（スピードと回転弧の調整）

└運動の質的内容（バランス・リズム・タイミング）

■合否基準:

点数は公認検定員3名の平均値（小数点第1位を四捨五入）とし、1種目最大値100点×4種目で400点満点中320点以上(80%以上)を合格とする

■受験資格:

テクニカルプライズ取得者

なお、受検者は2単位4時間以上の事前講習が義務付けられている（1度の受講でシーズン中有効）

※パラレルターン大回り（不整地）／急斜面は平成２５年度の改訂により13-14シーズンより廃止された。

### ジュニアテスト
- 受験資格：中学生以下
- 合否判定：講習及びポールによる判定を行う。ポールは二走一採用とし、タイムにより合否の判定を行う。

1～3級のタイム計測は、電気計時を原則とする。やむを得ない場合は、2つの手動計時による平均値で算出する。
4～6級の計測は、2つの手動計時で行う。2つの手動計時による平均値で算出する。

#### 6級
- 種目：制限滑降中まわり／緩斜面
- 斜面設定の目安：30m×25m以内　シングルポール(マーカー)3本
- 合否基準：合格標準タイム12.00秒以内を合格とする。1本あたりのポール標準タイムは4.0秒以内とし、二走一採用とする。

#### 5級
- 種目：制限滑降中まわり／緩斜面
- 斜面設定の目安：50m×25m以内　シングルポール(マーカー)5本
- 合否基準：合格標準タイム16.50秒以内を合格とする。1本あたりのポール標準タイムは3.3秒以内とし、二走一採用とする。

#### 4級
- 種目：制限滑降中まわり／緩・中斜面
- 斜面設定の目安：100m×25m以内　シングルポール(マーカー)10本
- 合否基準：合格標準タイム27.00秒以内を合格とする。1本あたりのポール標準タイムは2.7秒以内とし、二走一採用とする。

#### 3級
- 種目：制限滑降中まわり(大まわりを含む)／中斜面
- 斜面設定の目安：150m×25m以内　シングルポール(マーカー)15本
- 合否基準：合格標準タイム33.00秒以内を合格とする。1本あたりのポール標準タイムは2.2秒以内とし、二走一採用とする。

#### 2級
- 種目：制限滑降中まわり(小・大まわりを含む)／中斜面
- 斜面設定の目安：200m×25m以内　シングルポール(マーカー)20本
- 合否基準：合格標準タイム36.00秒以内を合格とする。1本あたりのポール標準タイムは1.8秒以内とし、二走一採用とする。

#### 1級
- 種目：制限滑降中まわり(小・大まわりを含む)／中斜面
- 斜面設定の目安：250m×25m以内　シングルポール(マーカー)25本
- 合否基準：合格標準タイム37.50秒以内を合格とする。1本あたりのポール標準タイムは1.5秒以内とし、二走一採用とする。

## 過去のテスト

### 2000～2003年

#### 2級
- 実践種目講習テスト(講習の中で検定員が行う)
  - 種目：カービング要素のターン

パラレルターン大まわり
パラレルターン中まわり
総合滑降
- - 斜面設定：中～急の適合斜面、及び総合斜面
- 規定種目テスト(検定員3名が見守る中で行う)
  - 種目：コンフォート

パラレルターン大まわり
パラレルターン小～中まわり
- - 斜面設定：中～急の適合斜面
- 合否基準：5種目で325点以上を合格とする

#### 1級
- 実践種目講習テスト(講習の中で検定員が行う)
  - 種目：カービング要素のターン

パラレルターン大まわり
パラレルターン中まわり
総合滑降
- - 斜面設定：中～急の適合斜面、及び総合斜面
- 規定種目テスト(検定員3名が見守る中で行う)
  - 種目：コンフォート

パラレルターン大まわり
パラレルターン中～小まわり
- - 斜面設定：中～急の適合斜面
- 合否基準：5種目で350点以上を合格とする

### 1996～1999年

#### 2級
- 種目：
  - パラレルターン大まわり／整地された急斜面／4回転
  - パラレルターン小まわり／整地された中～急斜面
  - ステップターン踏み出し／整地された中斜面／6回転
  - 総合滑降／不整地を含む中～急斜面
- 合否基準：4種目で280点以上を合格とする

#### 1級
- 種目：
  - パラレルターン大まわり／不整地を含む急斜面／4回転
  - パラレルターン小まわり／不整地を含む急斜面
  - ステップターン踏み蹴り／整地された中斜面／6回転
  - パラレルターン規制／整地された中斜面／大まわりから小まわりへのリズム変化
  - 総合滑降／不整地を含む総合斜面
- 合否基準：5種目で350点以上を合格とする